# Wagenborgermaar

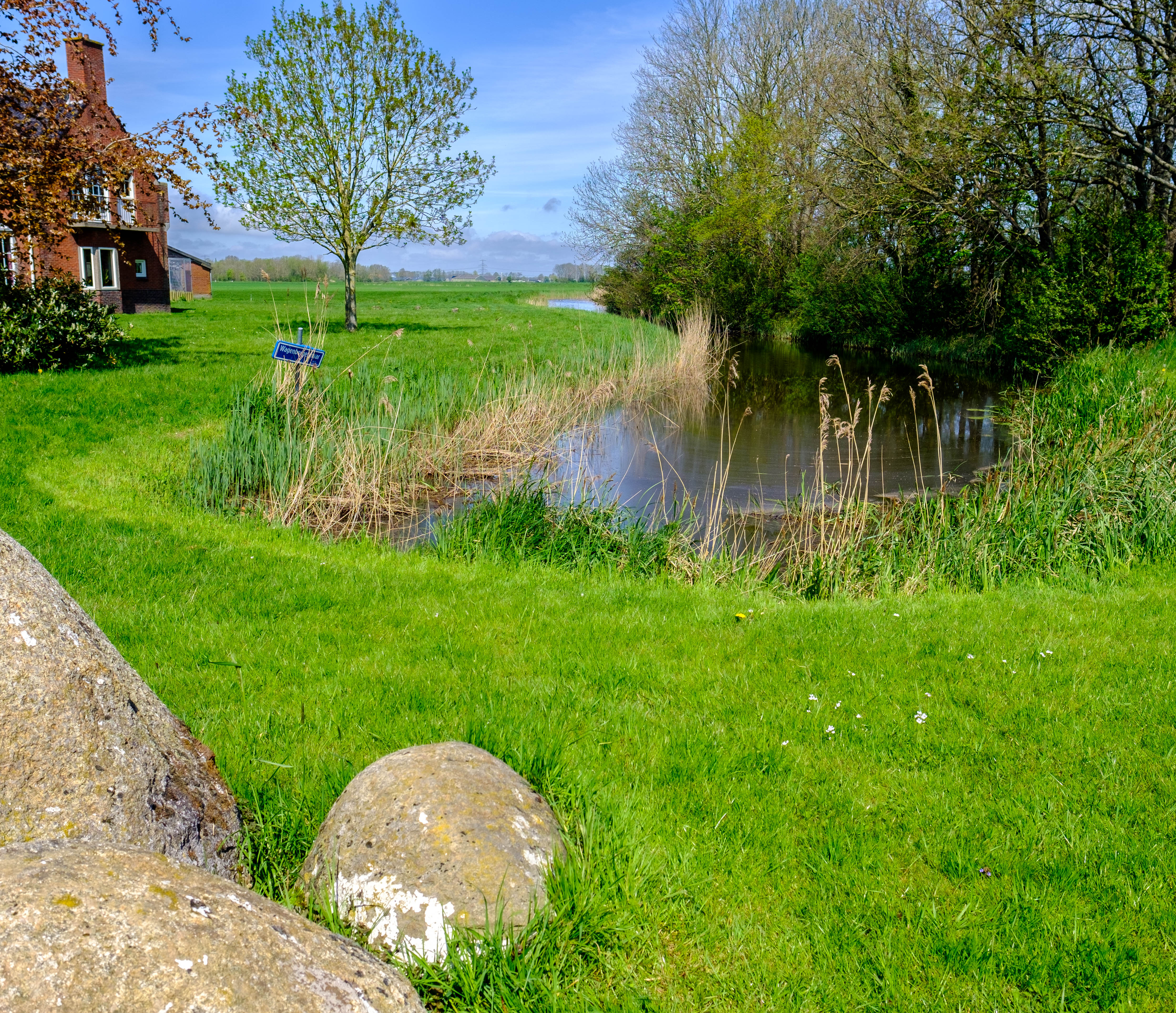
Het maar gezien vanaf Schaapbulten naar het noorden

Het Wagenborgermaar, vroeger ook Stinkvaardermaar, Stinkvaartsmaar of Stinkvaartstermaar, abusievelijk Stinkvaart genoemd, is een afwateringskanaal of maar in de gemeente Eemsdelta in de Nederlandse provincie Groningen. Langs het kanaal liep vroeger een karrenspoor dat Stinkvaart of Stinkvoort heette, langs een herberg met dezelfde naam.  
De watergang uit 1471 was bedoeld voor de afwatering van het noorden van Wagenborgen. Hij begon aan de noordkant van dit dorp en liep vervolgens door het gehucht Schaapbulten naar het Kleinemeer ten oosten van Meedhuizen, waar het ook Farmsumermaar werd genoemd.
Na het graven van het Afwateringskanaal van Duurswold rond 1870 werd het water van het Wagenborgermaar in dit kanaal geleid. Het Kleinemeer en het Proostmeer werden drooggelegd. Het noordelijke deel van het maar verdween omstreeks 1961 tijdens de grootschalige ruilverkaveling Weiwerd. Het zuidelijke tracé werd in de jaren zeventig gedeeltelijk omgevormd tot ontwateringssloot. Alleen het tracé tussen Schaapbulten en het Afwateringskanaal is nog in de volle breedte aanwezig. Ook een onverhard deel van de vroegere Stinkvaartweg (langs de Familie Bronsweg) is nog voorhanden.  

## Geschiedenis
De oude namen voor het kanaal en de nabijgelegen weg waren vermoedelijk Tyardtke sloet en Tyaerdts wech, Zyaerdt wech of Heerenwech. Deze namen werden nog in 1560 gebruikt.
Het maar werd gegraven in 1471, mogelijk langs een bestaand tracé, om het water van het Wagenborgerhamrik ten noorden van de Zomerdijk ("binnen de kadijken") binnen te laten in het Farmsumerzijlvest, zodat het via de sluis bij Farmsum op de Eems kon worden geloosd. Het binnenwater werd vermoedelijk eerder via het Hondshalstermaar naar Termunten of Oterdum geleid. Nadat de Dollard was ingebroken, zal men het bij de Overtocht op zee hebben geloosd, maar dat werd door inbraken en opslibbing van de kwelders steeds lastiger.
Het Wagenborgermaar verzamelde het water uit drie richtingen:
1. Vanuit het zuidoosten kwam de Kromme Sloot of Weiwerder tochtsloot, die bij de Overtocht het water van een bermsloot langs de Zomerdijk opnam.[5]
2. Vanuit het dorp in het zuiden kwam het nieuw gegraven maar langs de Stinkvaartweg. Het maar voerde het water aan via de tochtsloot 't Sier, die door de Sierkolk en het Janjemeer naar de Stolderijkolk liep. Na de bouw van de Wagenborger poldermolen in 1794 ten noorden van het dorp werd 't Sier vergraven tot de nieuwe Molenwatering.[4]
3. Vanuit het zuidwesten kwam het Hammaar (1560: Ammaar), dat het water vanuit het Proostmeer aanvoerde, dat op zijn beurt weer in verbinding stond met de Swaaylandse sloot en de Kromme Sloot bij Eelshuis. Mogelijk werd hierlangs – zoals B.W. Siemens speculeerde – ooit een deel van het water van de Sijpe en het Lutjemaar naar het noordoosten afgevoerd.[6][7]

Waar het Wagenborgermaar en het Hammaar samenkwamen, lag in de 16e eeuw een klein meertje, het Heslandermeer, vermoedelijk genoemd naar het kreupelhout in de nabijgelegen meente. Hogerop lag een dam in het kanaal met een klepduiker, die de toestroom van water vanuit het Wagenborgerhamrik moest reguleren. Hier bevond zich ook een tolboom, die vóór 1737 moet zijn verwijderd. Bij de bouw van de Stinkvaartsmolen in 1792 werd hier een scheepvaartsluisje in het Wagenborgermaar gelegd. Die moest al snel worden vervangen door een dam, omdat de sluis beschadigd raakte door de trillingen van de molen die zich zich in de zachte veengrond voortplantten. Om het goederentransport niet verder te hinderen kreeg de molenaar de verplichting opgelegd de aangeboden lading over de dam te zetten.

## Stinkvaart
Stinkvaart of Stinkvoort was de naam van een onverharde wagenweg of een karrenspoor langs het Wagenborger- en het Farmsumermaar. Deze weg vormde vanouds de belangrijkste verbinding tussen Farmsum en Duurswold. 
De weg werd omstreeks 1922 verhard en is na de Tweede Wereldoorlog omgedoopt tot Familie Bronsweg. Deze weg sluit sinds ca. 1970 direct aan op de vernieuwde Westerweg richting Farmsum. De rest van de voormalige Stinkvaart is komen te vervallen.
De naam is mogelijk ontstaan uit  het voorvoegsel stok- 'blijven steken', met de uitgang -voort 'doorwaadbare plaats'. De oorspronkelijke naam kan dan*Stokvōrd, Oudfries *Stukforde, zijn geweest. Een vrijstaand huis aan de Zomerdijk bij Overtocht heette volgens 19e-eeuwse topografische kaarten Stokkerij of Stinkerij, in 1781 Stikterie.
In het Gronings kon de vorm Stinkvoort gemakkelijk worden geassocieerd met voaren 'rijden, reizen', waardoor verwarring met Nederlandse woord vaart 'kanaal, reis' ontstond, hier met het voorvoegsel stink- 'sterk geuren'. Om aan te geven dat het niet om een vaart ging, werd de weg ook wel Stinkvaartweg of Stinkvaardersweg genoemd, in 1672 Stenckvoortswegh. De voortzetting van de weg liep als Stinkvaartlaan door Geefsweer, waar een neventraject de Opvaarts- of Hoogevaartslaan werd genoemd. Aan de Stinkvaartweg werd ten minste tot 1897 tol geheven.
Langs de Stinkvaart in Wagenborgen stonden volgens de volkstelling van 1920 11 huizen met 55 inwoners.
Stinkfoort was tevens de naam van de herberg aan het begin van het kanaal in Wagenborgen, waar vandaan het beurtschip naar Appingedam vertrok. De herberg staat afgebeeld op een kaart uit 1731. De herbergier in de Stinkvoort wordt vermeld in 1790. In 1818 werd de herberg samen met het schip te koop aangeboden.

## Trivia
- De provinciekaart van Theodorus Beckeringh uit 1781 betitelt een andere laan, namelijk de Wilderhofsweg (vroeger Wilderhofslaan) als de Stinkweg.
- De pejoratieve bijnaam Stinkvaart wordt elders wel gebruikt voor vervuilde kanalen, zoals bij de Stekense Vaart en het Schipdonkkanaal in Vlaanderen.